# Chloroclystis luteata
Chloroclystis luteata är en fjärilsart som beskrevs av Holloway 1976. Chloroclystis luteata ingår i släktet Chloroclystis och familjen mätare. Inga underarter finns listade i Catalogue of Life.